# 福島県立須賀川創英館高等学校
福島県立須賀川創英館高等学校（ふくしまけんりつ すかがわそうえいかんこうとうがっこう）は、福島県須賀川市に所在する県立高等学校である。

## 概要
- 2022年に須賀川高校と長沼高校が統合し、福島県立須賀川創英館高等学校が開校[2]。校舎は旧須賀川高校の校舎をそのまま使用。

## 設置学科
- 全日制課程　
  - 普通科

## 沿革
- 2022年（令和4年）4月1日 - 開校

## 部活動

### 運動部
- 硬式野球
- サッカー
- 卓球
- 体操
- ソフトテニス
- バスケットボール
- バドミントン
- ハンドボール
- ソフトボール
- バレーボール
  - 硬式テニス（2024年度末で休部予定）
  - 陸上競技（2024年度末で休部予定）
  - 弓道（2025年度末で休部予定）

### 文化部
- 合唱
- 吹奏楽
- 美術
- 理科
- 茶道
- JRC
  - 商業（2023年度末で休部予定）
  - 新聞（2023年度より文学部と統合し「文芸出版部」に再編予定）

## 交通
- JR東北本線・須賀川駅より約2.3 km